# Intel GMA
Az Intel Graphics Media Accelerator vagy rövidítve GMA, az Intel grafikus processzorai közül az aktuális termékvonal, melyek a számítógépek alaplapjaira kerülnek beépítésre (integrált gyártás). Ezek az integrált grafikus megoldások miatt nincs szükség külső grafikus kártyára, ellenben az alacsony gyártási költségek következtében, valamint az alacsony energiafogyasztás miatt közkedvelt megoldásként jönnek számításba a hordozható, s egyben alacsony árfekvésű számítástechnikai eszközöknél (laptop, notebook). Természetesen ebből következik a hátrányuk is: a számítógép központi memóriájából „csípik le” a szükséges memóriát a működésükhöz, így a teljesítményük – az asztali számítógépekben fellelhető „grafikus erőművekéhez” képest – jóval gyengébb. Hasonló megoldásokat gyárt még az AMD (ATI), az NVidia, valamint a VIA is.

## Története
Az Intel által korábban gyártott „Extreme Graphics” termékvonalat váltotta le ez a széria, s egyben ez volt az első integrált grafikus processzorcsalád, mely diszkrét elemekből építve „rákerült” az alaplapra. Az eredeti GMA rendszerek architektúrája csak néhány funkciót támogatott a hardveren belül, így például a CPU szolgálta ki a grafikus futószalagokat (pipeline), valamint a teljesítményfelvétel csökkentését (kisebb fogyasztás). 2006-ban vezette be a 4. generációs GMA architektúrát az Intel, s sok újdonságot valósított meg a hardveren belül, valamint tovább növelte a grafikus teljesítményt. Többek között a többszálas, programozható végrehajtó egységet hozta létre, valamint a grafikai és a videóteljesítményt is újfent növelte. Ennek ellenére sok kritika érte ezt a termékcsaládot a számítógépes játékok kedvelői részéről, mert „túl lassúnak” találtak a megjelenítést (FPS). Mindezek ellenére a GMA termékcsalád nem az Intel fejlesztése, hanem a PowerVR technológiát licencelte az Imagination Technologies cégtől. Állítólag elkezdődött egy új(abb), grafikus csipkészlet fejlesztése az Intelnél, melynek kódneve: Larrabee.

## Hardver: grafikus magok

### GMA 900
A GMA 900 volt az első grafikus mag, melyet az Intel Graphics Media Accelerator terméknéven gyártott /forgalmazott/, ebbe beleértve az Intel 910G, 915G, és 915Gx csipkészleteket is. A GMA 900 elődje az Extreme 3D grafikus processzor volt, melyből hiányzott a 3D támogatás: hardver transform & lighting és a hasonló vertex shader technológia, valamint egy nagyon fontos részegység is: a 3D gyorsító futószalag (pipeline). Ezen hardveres részegységek hiányát próbálták megoldani szoftveres emulációval, de emiatt csökkent a kompatibilitás és a teljesítmény a 3D támogatást kívánó játékoknál.
A GMA 900 csipkészlet 4 db. hardveres gyorsítással rendelkező pixel shader pipeline egységei támogatják a DirectX shader modell 2.0-s változatát, melyek maximális órajele 333 MHz lehet, de ez erősen függ az alkalmazott alaplapi csipkészlettől is. A maximális peak pixel fillrate teljesítmény 1333 Mpixel/s. A GMA 900 csipkészlet és kedvelt elődei (i810/i815/i845G) támogatják az MPEG-2 mozgáskompenzációt, Color space konverziót és a DirectDraw overlay (átlapolás) technikákat is.
A memóriavezérlő maximum 224 MiB memóriát képes megcímezni, de ez az érték csökkenthető a video BIOS-ban 128 MiB-re is.
A processzor elkülönített órajelgenerátort használ a „képernyő megjelenítő” és a „render” magokhoz.
A képernyőegység tartalmaz egy 400 MHz-es RAMDAC egységet, valamint 2 db. 25-200 Mpixel/s sebességű soros DVO portot és 2 db. képernyővezérlőt is. A mobil csipkészletekben található még 2 db. 18 bites, 25-112 MHz LVDS transmitter is.

### GMA 950
A GMA 950 csipkészlet az Intel 2. generációs Graphics Media Accelerator grafikus magja. Ezeket használták az Intel 940GML, 945G, 945GU és 945GT alaplapi rendszer csipkészleteknél. Megnövelték az összes videó dekódoló/gyorsító egység teljesítményét: VLD, iDCT és a kettős videó átlapolást (dual video overlay windows). A mag maximális órajele 400 MHz (Intel 945G, 945GC, 945GZ), a pixel feltöltés (boosting pixel fill-rate) elméleti értéke 1600 Mpixels/s.
A GMA 950-ben is megmaradt a GMA 900-as felépítésében néhány gyenge pontja: nincs hardveres geometriai feldolgozás. Ezenkívül sem a DirectX 7 hardware transform & lighting támogatása, illetve a DirectX 8 és a későbbi verzióiban megjelenő fejlett(ebb) vertex shader technológia sem.

### GMA 3000
[…]

### GMA 3100
A G31, G33, Q33 és a Q35 csipkészletek vannak párosítva a GMA 3100 grafikus maggal, melyek DirectX 9 képességgel rendelkeznek. A 3D mag nagyon hasonló a korábbi GMA 3000 grafikus maghoz, az eltérés a RAMDAC órajelének csökkentéséből adódik: 350 MHz, illetve a DVO portok órajelei is 225 Mpixel/s sebességre lettek csökkentve.

### GMA X3000
A GMA X3000 egy alapvető architektúraváltást képvisel az előző GMA generációhoz képest. A legfontosabb változás a 3D renderelést érinti: az egyesített shader feldolgozó részleg 8 skalár végrehajtó egységet tartalmaz. Az összes futószalag (pipeline) –- egymástól függetlenül –- képes a videó, a vertex és a textúra műveletek végzésére. Egy központi ütemező a futószalag erőforrásokat dinamikusan külön szálakba irányítja, hogy az átmenő teljesítményt végsőkig fokozza. Annak ellenére, hogy sok köszönhető a skaláris felépítésű végrehajtó egységeknek, egy időben csak egy pixelt képes feldolgozni. A GMA X3000 shader feldolgozó egységei támogatják a vertex és a pixel Shader Modell 3.0 verziót. Különösen az árnyékolás pontosságát növelték meg: 32 bites, lebegőpontos értékre, vektoronként.
A grafikus processzor különböző részegységei különböző órajeltartományokban dolgoznak, miközben az egész áramkör nem működhet azonos órajelen. Ez akkor okoz problémát, mikor a különböző funkciók csúcsteljesítményét akarják összehasonlítani (mérni). Tovább növeli a zavart, hogy az Intel G965-ös dokumentációjában (white paper) 667 MHz-esként sorolják fel a csipet, de a valóságban csak 400 MHz-esként jelöli a gyári adatlap (datasheet). Az üzemidő legnagyobb részében a mag képes 1,6 pixel és 3,2 textúra kezelésére óraciklusonként. Ennek van egy maximális potenciális pixel feltöltési aránya, melynek értéke: 2,0 pixel/órajelciklus. Hasonlóképpen a mélységi (depth) műveletek feldolgozási sebessége 4 pixel/órajelciklus, valamint a textúra feldolgozási sebessége 3,2 pixel órajelenként. Az elméleti feltöltési arány 1066 megpixel/sec, és 2133 megatexel/sec a 667 MHz elméleti sebesség esetében.
Az Intel a korábbi grafikus termékeihez itt is előrelépett a videógyorsítást illetően: megvalósításra került a WMV9 kódolás. Az ezt megelőző VC-1 eljárás csak a blokkok szétbontásán kívül (deblocking), a mozgáskompenzáció gyorsításában jeleskedett.
A grafikus csipkészlet elméletileg 384 MB memóriát képes megcímezni, de a valóságban csak 256 MB-ot tud. A GMA X3000 az Intel G965 északi híd vezérlőjét használja a működése során.

### GMA X3500
A GMA X3500 grafikus csipkészlet az GMA X3000 család utódja, melyet a G35 alapú asztali rendszerekben használnak. Itt már megjelent a shader modell 4.0, valamint a DirectX 10 támogatása is. Hardveres támogatást kapott a VC-1 formátumú videojátszás is.

#### GMA X3100
Az X3100 az X3500' grafikus csipkészlet mobil platformra fejlesztett változata, az Intel GL960/GM965 és a GS965 chipset-ek is alkalmazzák. Az X3100 támogatja a hardveres transzformációkat és árnyékhatásokat, 8 (vagy több) programozható shader egysége van és 384 MB videómemóriát kezel. A grafikai processzora 333 MHz-en üzemel a GM965 esetében, és csökkentett órajelen, 320 MHz-en a GL960 esetében. RAMDAC-ja 300 MHz-en üzemel, két 25–112 MHz-es LVDS transzmitterrel, 2 DVO encoderrel és egy TV encoderrel van felszerelve. Windows alatt az illesztőprogramja támogatja a DirectX 10.0-re, a Shader Model 4.0-et és az OpenGL 1.5 szabványt. Linux alatt az OpenGL 2.1 is támogatott. Csíkszélessége 90 nm. 2007. május 5-én lett a piacra vezetve.

### GMA X4500
2008 júniusában jelent meg GMA X4500 (G43 csipkészlet, 65 nm)és a GMA X4500HD (G45 csipkészlet, 65 nm) grafikus csipkészlet. 2008. július 16-án jelent meg a laptopokhoz fejlesztett GMA 4500MHD verzió. A fő különbség a három verzió között, hogy a GMA 4500MHD hardveresen támogatja az 1080p videókat is, beleértve a Blu-Ray formátumot is.
A GMA X4500 shader modell 4.0, valamint a DirectX 10 támogatás mellett, 2-szer gyorsabb mint a GMA 3100 grafikus csipkészlet (G33 csipkészlet), valamint 70%-kal gyorsabb mint a GMA X3500 (G35 csipkészlet) sebességéhez képest (3DMark06 alapján mérve).

### GMA 500
Az Intel az Atom processzorcsaládhoz (Z5xx) fejlesztette a GMA 500 grafikus processzort. Miután a belső fejlesztés lassan haladt, így a saját fejlesztésű grafikus processzormaghoz megvásárolta a Imagination Technologies PowerVR SGX névre hallgató fejlesztését.

## Táblázat a GMA grafikus magokról és azok csipkészleteiről
| Csipkészlet                 | 910GL, 915G, 915GL, 915GV | 915GM | 945GU    | 945GM    | 945G, 945GZ | 946GZ   | Q963  | Q965  | G31, Q33, Q35 | G33   | G965            | 965GM, 960GL    | G35             | G45                    |     |     |     |     |     |     |     |     |     |     |     |     |     |     |     |     |     |     |     |     |     |     |     |     |     |     |     |     |     |
| Órajel (MHz)                | 333                       | 200   | 133      | 250      | 400         | 667/400 | 667   | 667   |               | 400   | 667             | 500, 400        | 667             | 1066                   |     |     |     |     |     |     |     |     |     |     |     |     |     |     |     |     |     |     |     |     |     |     |     |     |     |     |     |     |     |
| Vertex shader modell        | 2.0                       | 2.0   | 3.0      | 3.0      | 3.0         | 3.0     | 3.0   | 3.0   | 3.0           | 3.0   | 3.0             | 4.0             | 4.0             | 4.0                    | 4.0 | 4.0 | 4.0 | 4.0 | 4.0 | 4.0 | 4.0 | 4.0 | 4.0 | 4.0 | 4.0 | 4.0 | 4.0 | 4.0 | 4.0 | 4.0 | 4.0 | 4.0 | 4.0 | 4.0 | 4.0 | 4.0 | 4.0 | 4.0 | 4.0 | 4.0 | 4.0 | 4.0 | 4.0 |
| Pixel shader modell         | 2.0                       | 2.0   | 2.0      | 2.0      | 2.0         | 2.0     | 2.0   | 2.0   | 2.0           | 2.0   | 3.0             | 4.0             | 4.0             | 4.0                    |     |     |     |     |     |     |     |     |     |     |     |     |     |     |     |     |     |     |     |     |     |     |     |     |     |     |     |     |     |
| Pixel Pipelines             | 4                         | 4     | 4        | 4        | 4           | nincs   | nincs | nincs | 4             | 4     | nincs           | nincs           | nincs           | nincs                  |     |     |     |     |     |     |     |     |     |     |     |     |     |     |     |     |     |     |     |     |     |     |     |     |     |     |     |     |     |
| Unified shader processzorok | nincs                     | nincs | nincs    | nincs    | nincs       | ?       | ?     | ?     | nincs         | nincs | 8               | 8               | 8               | 10                     |     |     |     |     |     |     |     |     |     |     |     |     |     |     |     |     |     |     |     |     |     |     |     |     |     |     |     |     |     |
| Hardveres vertex shader     | nincs                     | nincs | nincs    | nincs    | nincs       | nincs   | nincs | nincs | nincs         | nincs | van             | van             | van             | van                    |     |     |     |     |     |     |     |     |     |     |     |     |     |     |     |     |     |     |     |     |     |     |     |     |     |     |     |     |     |
| memória sávszélesség (GB/s) | 8.5                       | 8.5   | 10.7     | 10.7     | 10.7        | 10.7    | 12.8  | 12.8  |               | 17.1  | 12.8            | 12.8            | 12.8            | 12.8                   |     |     |     |     |     |     |     |     |     |     |     |     |     |     |     |     |     |     |     |     |     |     |     |     |     |     |     |     |     |
| Max. videó memória (MB)     | 128                       | 128   | 192/ 224 | 192/ 224 | 192/ 224    | 256     | 256   | 256   | 384           | 384   | 384             | 384             | 384             | 384                    |     |     |     |     |     |     |     |     |     |     |     |     |     |     |     |     |     |     |     |     |     |     |     |     |     |     |     |     |     |
| OpenGL támogatás            | 1.4                       | 1.4   | 1.4      | 1.4      | 1.4         | 1.4     | 1.4   | 1.4   | 1.4           | 1.4   | 1.5             | 1.5             | 2.0             | 2.0                    |     |     |     |     |     |     |     |     |     |     |     |     |     |     |     |     |     |     |     |     |     |     |     |     |     |     |     |     |     |
| DirectX API támogatás       | 9.0                       | 9.0   | 9.0      | 9.0      | 9.0         | 9.0     | 9.0   | 9.0   | 9.0           | 9.0   | 9.0             | 10.0            | 10.0            | 10.0                   |     |     |     |     |     |     |     |     |     |     |     |     |     |     |     |     |     |     |     |     |     |     |     |     |     |     |     |     |     |
| MPEG-2 hardveres gyorsítás  | MC                        | MC    | MC       | MC       | MC          | MC      | MC    | MC    | MC            | MC    | MC + iDCT + VLD | MC + iDCT + VLD | MC + iDCT + VLD | MC + iDCT + VLD        |     |     |     |     |     |     |     |     |     |     |     |     |     |     |     |     |     |     |     |     |     |     |     |     |     |     |     |     |     |
| VC-1 hardveres gyorsítás    | nincs                     | nincs | nincs    | nincs    | nincs       | nincs   | nincs | nincs | nincs         | nincs | MC (csak WMV9)  | MC (csak WMV9)  | MC + LDF        | MC + LDF + iMDCT + VLD |     |     |     |     |     |     |     |     |     |     |     |     |     |     |     |     |     |     |     |     |     |     |     |     |     |     |     |     |     |
| AVC hardveres gyorsítás     | nincs                     | nincs | nincs    | nincs    | nincs       | nincs   | nincs | nincs | nincs         | nincs | nincs           | nincs           | nincs           | MC + LDF + iMDCT + VLD |     |     |     |     |     |     |     |     |     |     |     |     |     |     |     |     |     |     |     |     |     |     |     |     |     |     |     |     |     |

A táblázat a következő forrásokra hivatkozik:

Megjegyzések:
- MC: Motion compensation; mozgás kompenzáció
- LDF: In loop deblocking filter deblocking filter; ?
- iDCT: inverse discrete cosine transform; inverz diszkrét koszinusz transzformáció
- iMDCT: inverse modified discrete cosine transform; inverz módosított diszkrét koszinusz transzformáció
- VLD: Huffman_coding vagy eredetileg: Variable Length Decoding; változó hosszúságú dekódolás
- WMV9: Windows media video 9 codec
- NA: Nem elérhető/nincs megvalósítva

## Szoftveres támogatás

### FreeBSD
A FreeBSD v7.0 operációs rendszer teljeskörűan támogatja az alábbi csipkészleteket: G965/Q965/GM965/GME965/GME945. A következőket is: G33/Q35/Q33, de a tesztek híján ezek ténylegesen nem működnek.

### Microsoft Windows

#### GMA X3000
2007. szeptember 2. óta támogatva vannak a T&L és a vertex shader v3.0 verziói az Intel újabb fejlesztésű meghajtóprogramjával (v15.6 vagy újabb) a Windows Vista operációs rendszer alatt. Ugyanezen támogatás XP-re 2007. augusztus 10. óta létezik.

## Külső hivatkozások
- The Register: Intel vs AMD - integrated graphics shoot-out